# 28 août 1975
Le jeudi 28 août 1975 est le 240e jour de l'année 1975.

## Naissances
- Ana Drago, sociologue et femme politique portugaise
- Emmanuel Dekoninck, acteur, metteur en scène et compositeur
- Eugene Byrd, acteur américain
- Heiko Grobenstieg, cycliste paraguayen
- Jade Raymond, productrice canadienne de jeux vidéo
- Jamie Cureton, joueur de football britannique
- João Tordo, écrivain portugais
- Pietro Caucchioli, cycliste italien
- Royce Willis, joueur de rugby néo-zélandais
- Senad Tiganj, joueur de football slovène
- Shana Feste, réalisateur américain
- Srgan Stankovik, joueur de basket-ball macédonien
- Thalamus McGhee, joueur de basket-ball américain
- Vera Jordanova, mannequin et actrice finlandaise

## Décès
- İsmet Uluğ (né en 1901), joueur de football turc
- Fritz Wotruba (né le 23 avril 1907), sculpteur autrichien
- Germain Grange (né le 17 août 1897), architecte français
- Hermann Hermannsson (né le 7 octobre 1914), joueur islandais de football
- Louis Maillot (né le 21 août 1899), personnalité politique française
- Lucien Guy (né le 10 juillet 1890), historien français
- Maurice Lamy (né le 18 décembre 1895), médecin français

## Événements
- Au Pérou, le dictateur Velasco est renversé par le général Francisco Morales Bermúdez Cerruti. Celui-ci démantèle l’édifice réformateur en prétendant poursuivre sur la voie de Velasco
- Sortie du film norvégien Flåklypa Grand Prix
- Sortie de la compilation The Best of Michael Jackson
- Sortie de la chanson Walk This Way d'Aerosmith
- Emeutes de Bastia après la dissolution de l'action régionaliste corse, un CRS tué[réf. nécessaire]